# داویده سایتا
داویده سایتا (ایتالیایی: Davide Saitta؛ زادهٔ ۲۳ ژوئن ۱۹۸۷) بازیکن والیبال اهل ایتالیا است. سایتا در حال حاضر عضو تیم ملی والیبال ایتالیا و باشگاه مولفتا است. مدال نقره قهرمانی اروپا ۲۰۱۳ از دست آوردهای او در ترکیب تیم ملی ایتالیا است.